# Loing

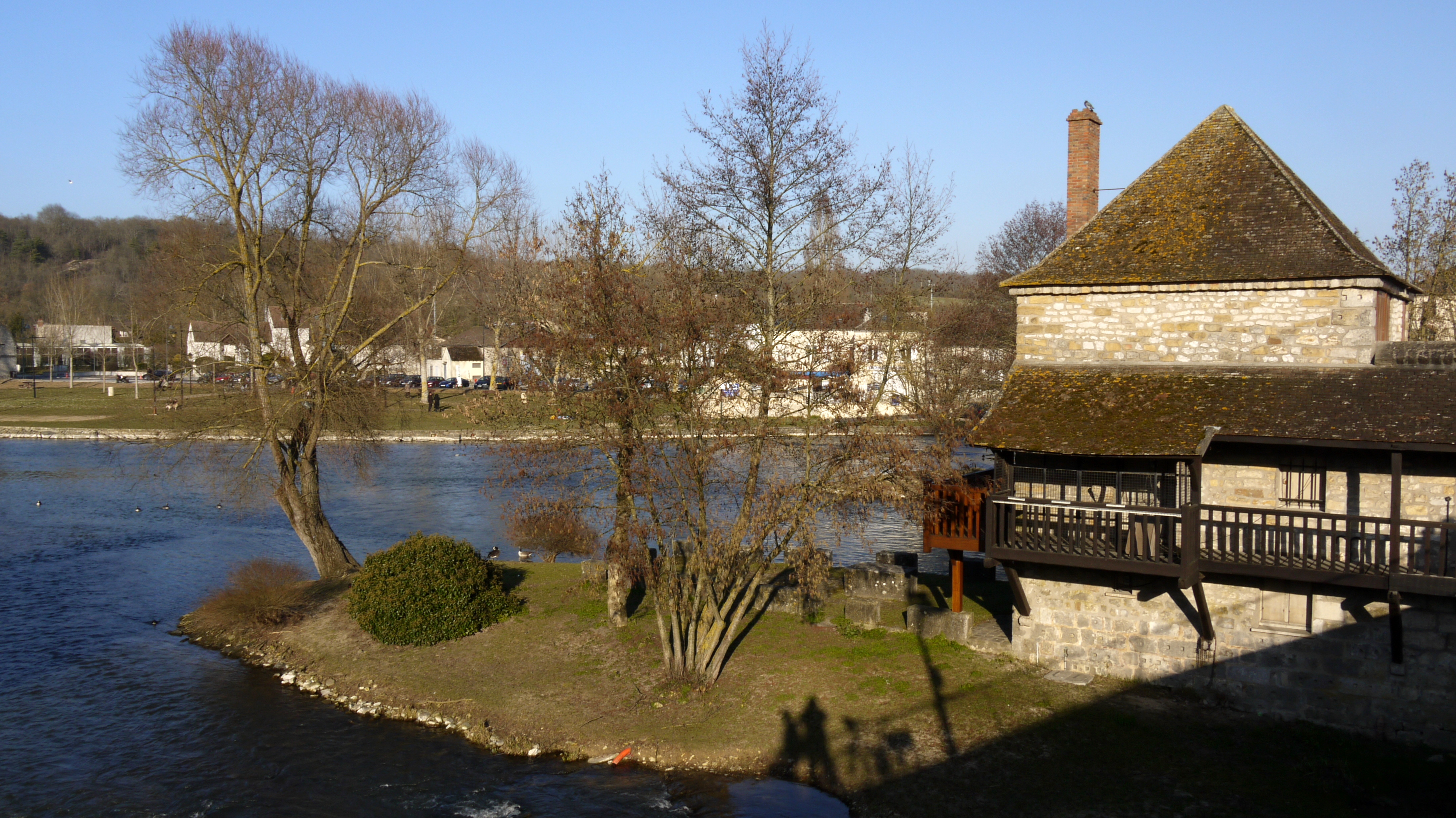
Loing vid Moret-sur-Loing

Loing är en västlig biflod til Seine, 142 kilometer lång.
Loing rinner upp på Collines de l'Auxerrois, flyter huvudsakligen åt norr och förenar sig med Seine 60 kilometer sydöst om Paris. Loingkanalen följer floden från mynningen 57 kilometer, varpå den delar sig i Orléans- och Briarekanalerna, som förbinder Loing med Loire.